# Бургауберг-Нойдауберг
Бургауберг-Нойдауберг (нім. Burgauberg-Neudauberg) — місто та община на сході Австрії в окрузі Гюссінг у федеральній землі Бургенланд.

## Історія
Місто утворило від злиття двох містечок — Бургауберг та Нойдауберг. До 1920 року ці містечка належали до Угорщини, де називались Бургохегі та Магашегі. Після Першої світової війни вони відійшли до новоствореної республіки Бургенланд. У 1922 Бургенланд став частиною Австрії. Після анексії Австрії гітлерівською Німеччиною, регіон належав до Штирії. Наприкінці війни через Бургауберг чотири тижні проходила лінія фронту. У 1971 році ці містечка об'єднали у єдину общину.

## Населення
Згідно з переписом 2011 року населення становило 1351 осіб.

## Політика
У міську раду входить 19 депутатів. З 2012 року 13 місць займають представники АНП (Австрійська народна партія), 6 місць — СДПА (Соціал-демократична партія Австрії).
Мером міста з 2007 року є Франц Глазер з АНП, що був переобраний у 2012 році.

## Економіка
Основу економіки складає сільське господарство. Землі тут бідні, тому переважає виноградарство. У 1997 році відкрито гольфклуб «Stegersbach-Lafnitztal», що має найбільше поле для гольфу в Австрії (190 га).

## Виноски
- Офіційна сторінка [Архівовано 21 жовтня 2016 у Wayback Machine.] (нім.)
- Website der Golfschaukel Stegersbach-Lafnitztal [Архівовано 5 квітня 2022 у Wayback Machine.] (нім.)